# Юго-западный тлахиакский миштекский язык
Юго-западный тлахиакский миштекский язык (Mixteco de Santiago Nuyoo, Mixteco del suroeste de Tlaxiaco, Nuyoo Mixtec, Southeastern Ocotepec Mixtec, Southwestern Tlaxiaco Mixtec) — миштекский язык, распространённый в штате Оахака в Мексике.
У этого диалекта есть свои поддиалекты: нуйоонский и юкуитийский, на которых говорят в городах Санта-Мария-Юкуити и Сантьяго-Нуйоо-Сантьяго округа Тлахиако штата Оахака.